# 瓜蘭達縣
1°36′20″S 79°0′11″W / 1.60556°S 79.00306°W
瓜蘭達縣（西班牙語：Cantón Guaranda），是厄瓜多爾的縣份，位於該國中部，由玻利瓦省負責管轄，始建於1824年6月24日，面積1,898平方公里，2010年普查人口總數為91,877人，人口密度每平方公里48.41人。